# Apparat (Musiker)

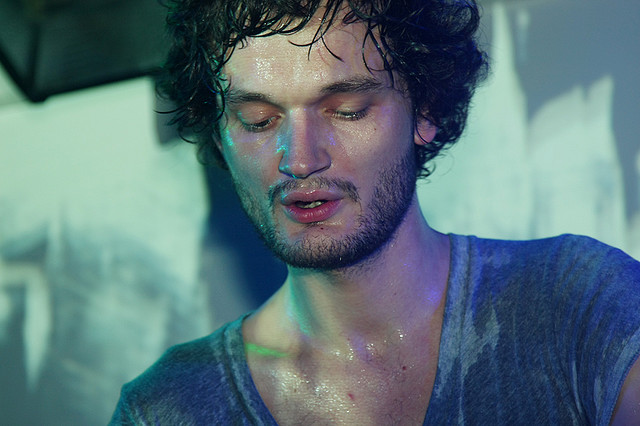
Apparat (2009)

Apparat (* 27. Juni 1978 in Quedlinburg; eigentlich Sascha Ring) ist ein deutscher Techno- und Electronica-Musiker.

## Werdegang
Ring begann früh, sich für Techno zu interessieren. Bereits im Alter von 16 Jahren legte er als DJ bei kleineren Undergroundparties in seiner Heimat Sachsen-Anhalt auf. Nach seinem Umzug nach Berlin im Jahr 1998 fing er an, selbst Musik zu produzieren und sich, nach eigener Aussage, mehr für Sounds als für Beats zu interessieren. Seine Musik konnte damals dem Electro, Clicks & Cuts oder IDM zugeordnet werden und wurde dann zunehmend mit klassischen Instrumenten angereichert. Seine erste LP Multifunktionsebene (2001) war noch ausschließlich elektronisch produziert. Doch schon auf dem Album Duplex (2003) fing er an, elektronische Sounds mit klassischen Instrumenten zu kombinieren.
1999 wurde er Miteigentümer des Musiklabels Shitkatapult. Später beendete er jedoch die aktive Mitarbeit bei diesem Label, da er sich mehr auf sein musikalisches Schaffen konzentrieren wollte.
Ring arbeitete 2003 und 2006 mit Ellen Allien auf zwei Alben zusammen und trat unter anderem im Jahr 2004 bei John Peel auf. Die Aufnahmen wurden 2005 auf der EP Silizium veröffentlicht.
Zusammen mit Modeselektor bildete er die Musikgruppe Moderat, die 2009 ihr erstes Album veröffentlichte. Nach vier Alben und einigen Singles verkündete die Gruppe 2017 ihre Trennung.
2011 unterzeichnete er einen Vertrag beim britischen Label Mute Artists. Sein im selben Jahr veröffentlichtes Album The Devil’s Walk stieg auf Platz 54 der deutschen Albumcharts ein. 2013 erschien mit Krieg und Frieden ein Soundtrack zu Sebastian Hartmanns gleichnamiger Theaterinszenierung des Tolstoi-Romans für die Ruhrfestspiele in Recklinghausen 2012. Seit 2013 arbeitet Ring mit Philipp Thimm als Instrumentalist und Co-Produzent zusammen.
Ring ist außerdem mehrfach prämierter Filmmusik-Komponist und seine Songs wurden für zahlreiche Filme und Serien lizenziert. Der Song Goodbye, der in Zusammenarbeit mit der Künstlerin Soap&Skin entstanden ist, diente als Titelmusik der von 2017 bis 2020 in drei Staffeln erschienenen Netflix-Serie Dark und wurde bereits zuvor in der 4. Staffel der US-amerikanischen Fernsehserie Breaking Bad verwendet.
Sein im März 2019 veröffentlichtes Album LP5 wurde für den Grammy „best Dance/Electronic Album“ nominiert.

## Diskografie

### Alben
- 2001: Multifunktionsebene
- 2003: Auf Kosten der Gesundheit (mit Modeselektor als Moderat)
- 2003: Duplex
- 2006: Orchestra of Bubbles (mit Ellen Allien)
- 2007: Walls
- 2009: Moderat (mit Modeselektor als Moderat)
- 2011: The Devil’s Walk
- 2013: Krieg und Frieden (Music for Theatre)
- 2013:  II (mit Modeselektor als Moderat)
- 2016: III (mit Modeselektor als Moderat)
- 2019: LP5
- 2020: Soundtracks: Capri-Revolution
- 2020: Soundtracks: Stay Still
- 2020: Soundtracks: Dämonen
- 2020: Soundtracks: Equals Sessions

### Singles und EPs
- 2001: Algorythm
- 2002: Tttrial and Eror (EP)
- 2003: Koax
- 2004: Can’t Computerize It
- 2004: Duplex (Remixes)
- 2005: Shapemodes (EP)
- 2005: Silizium (EP)
- 2006: Berlin, Montreal, Tel Aviv (Live-Hits)
- 2007: Holdon
- 2008: Arcadia Rmxs
- 2010: Sayulita (DJ-Kicks) (!K7)

### Kompilationen
- 2008: Things to Be Frickled
- 2010: Apparat DJ-Kicks